# Plaques de matrícula de Liechtenstein

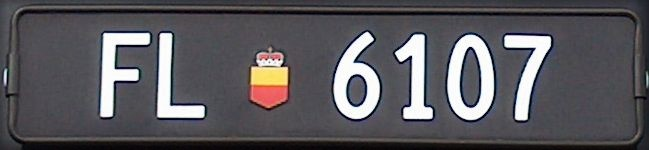
Model de matrícula actual.

Les plaques de matrícula dels vehicles del Principat de Liechtenstein es componen de les dues lletres FL i un màxim de cinc xifres, i enmig dels dos grups hi ha l'escut del principat (per exemple, FL 12345). Les lletres FL indiquen el nom del país (en alemany, Fürstentum Liechtenstein). Els caràcters són de color blanc sobre fons negre i les seves mides són de 300 mm x 80 mm (placa frontal), 500 mm x 110 mm (placa posterior) o 300 mm x 160 mm (format quadrat).

## Tipografia
Les matrícules utilitzen la tipografia DIN 1451 com a base, però amb força variacions a l'estil de les plaques suïsses.